# Valentin Kononen
Pour les articles homonymes, voir Kononen.
Valentin Kononen (né le 7 mars 1969 à Helsinki) est un athlète finlandais spécialiste de la marche athlétique.

## Carrière
Il se révèle durant la saison 1991 en se classant cinquième du 50 km marche des Championnats du monde de Tokyo. Septième des Jeux olympiques de Barcelone, il prend la sixième place de la Coupe du monde de marche 1993. Le 21 août 1993, il remporte sa première médaille lors d'une compétition internationale majeure en terminant deuxième des Championnats du monde de Stuttgart, à près de vingt secondes de l'Espagnol Jesús Ángel García.
En 1995, Valentin Kononen monte sur la troisième marche du podium de la Coupe du monde de Pékin. Le 10 août, il s'adjuge le titre des mondiaux de Göteborg avec le temps de 3 h 43 min 42 s, devançant largement l'Italien Giovanni Perricelli et le Polonais Robert Korzeniowski. En 1998, le Finlandais décroche la médaille d'argent lors des Championnats d'Europe de Budapest remportés par Robert Korzeniowski. Il établit la meilleure performance de sa carrière sur 50 km durant la saison 2000 en signant le temps de 3 h 39 min 34 s à Dudince.

## Records
- 20 km marche : 1 h 20 min 42 s (07/05/2000)
- 50 km marche : 3 h 39 min 34 s (25/03/1990)

## Palmarès
| Année | Compétition              | Lieu      | Place | Temps           |
| ----- | ------------------------ | --------- | ----- | --------------- |
| 1991  | Championnats du monde    | Tokyo     | 5e    | 4 h 02 min 34 s |
| 1992  | Jeux olympiques          | Barcelone | 7e    | 3 h 57 min 21 s |
| 1993  | Coupe du monde de marche | Monterrey | 6e    | 3 h 57 min 28 s |
| 1993  | Championnats du monde    | Stuttgart | 2e    | 3 h 42 min 02 s |
| 1995  | Coupe du monde de marche | Pékin     | 3e    | 3 h 42 min 50 s |
| 1995  | Championnats du monde    | Göteborg  | 1er   | 3 h 43 min 42 s |
| 1996  | Jeux olympiques          | Atlanta   | 7e    | 3 h 47 min 40 s |
| 1997  | Coupe du monde de marche | Poděbrady | 3e    | 3 h 41 min 09 s |
| 1997  | Championnats du monde    | Athènes   | 9e    | 3 h 53 min 40 s |
| 1998  | Championnats d'Europe    | Budapest  | 2e    | 3 h 44 min 29 s |